# Harry Maguire
Jacob Harry Maguire (Sheffield, 5 de março de 1993) é um futebolista inglês que atua como zagueiro. Atualmente joga no Manchester United.

## Carreira

### Sheffield United
Nas categorias de base do Sheffield United desde 2008, Maguire estreou profissionalmente em 12 de abril de 2011, contra o Cardiff City. O zagueiro atuou pelo Sheffield até a temporada 2013–14, quando se transferiu para o Hull City em 29 de julho de 2014.

### Hull City
No dia 29 de julho de 2014, Maguire juntou-se ao Hull City em um acordo no valor de 2,5 milhões de libras, assinando um contrato de três anos. Marcou seu primeiro gol para o Hull na vitória por 2 a 1 na EFL Cup contra o Bristol City em 25 de outubro de 2016. Capitaneou os Tigres à vitória por 4-2 contra o Middlesbrough em abril de 2017, marcando um dos gols de seu time na ocasião.

### Wigan
Em 10 de fevereiro de 2015, foi concedido ao Wigan Athletic por empréstimo até o fim da temporada 2014–15.

### Leicester City
Foi anunciado pelo Leicester City no dia 15 de junho de 2017, assinando com o clube da Premier League por cinco temporadas. Inicialmente custaria 12 milhões de libras, mas seu valor chegou a 17 milhões de libras com os adicionais.

### Manchester United

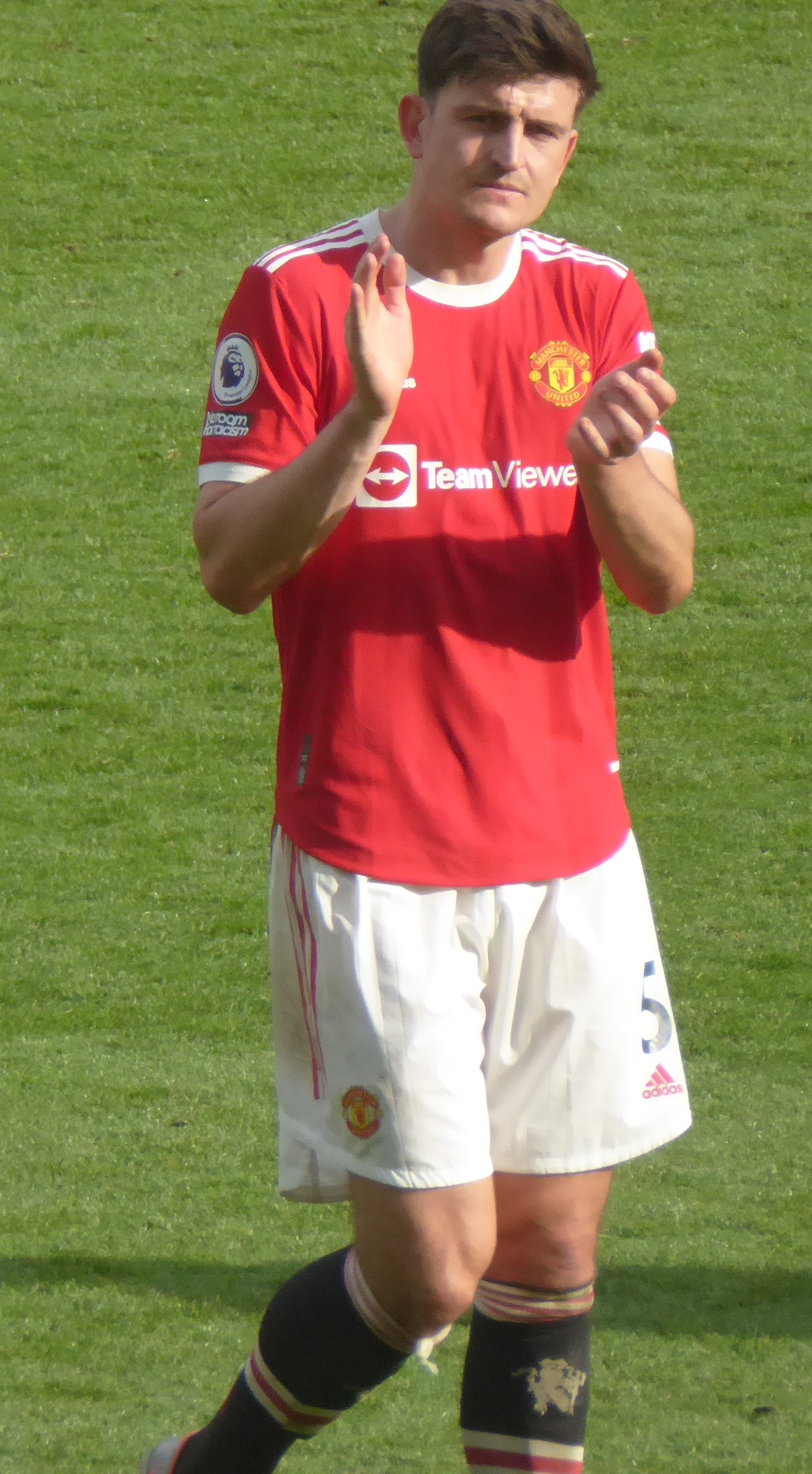
Maguire atuando pelo Manchester United em 2022

Em 5 de agosto de 2019, foi contratado pelo Manchester United, que pagará 80 milhões de libras, o equivalente a cerca de 87,1 milhões de euros (R$ 370 milhões). Esse valor torna Maguire, que vai assinar um contrato válido por seis temporadas, o zagueiro mais caro da história do futebol.
Em 17 de janeiro de 2020, Maguire foi nomeado como novo capitão do clube pelo técnico Ole Gunnar Solskjær após a ida de Ashley Young para a Internazionale.

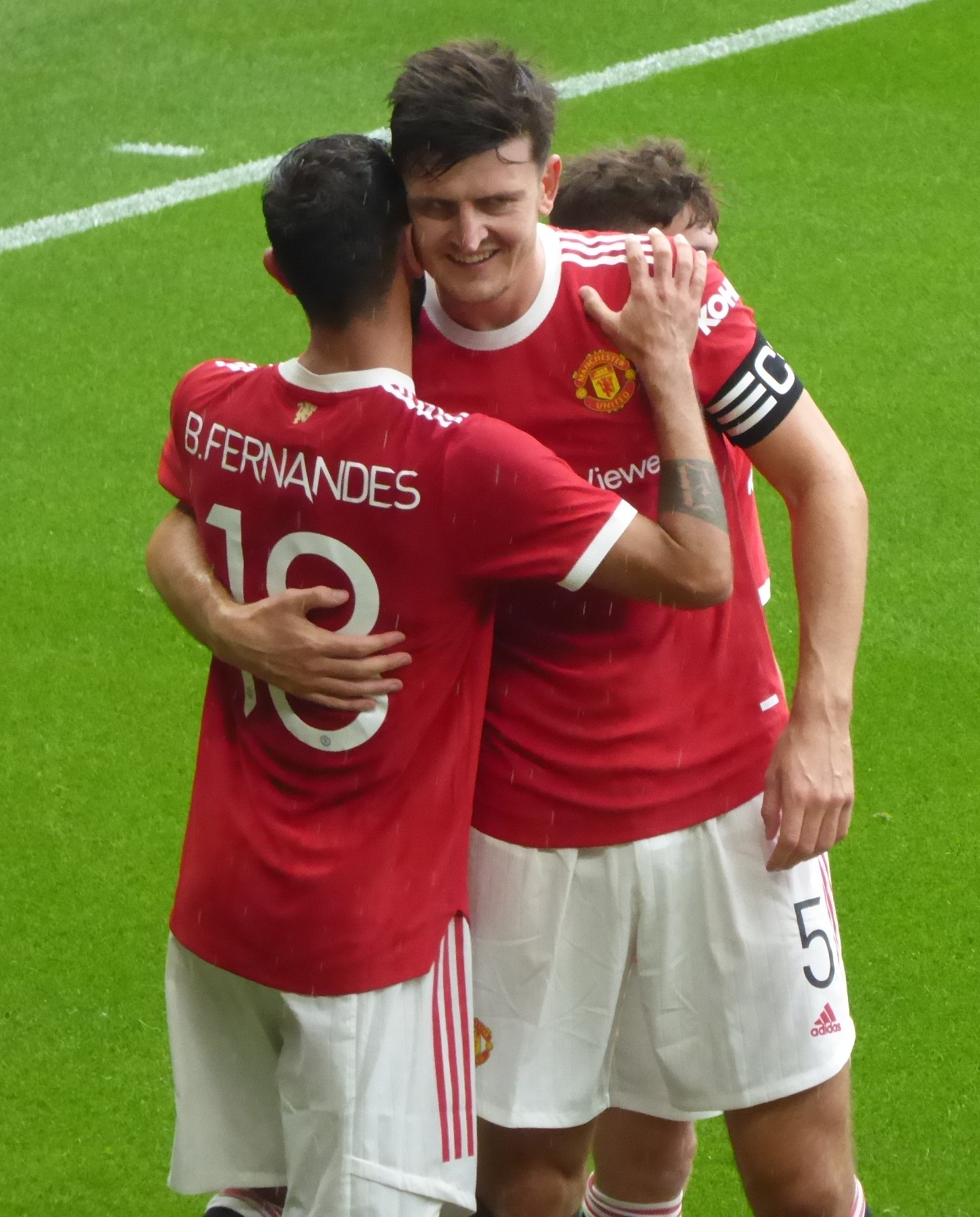
Maguire foi o capitão do Manchester United até 2023, quando perdeu o posto para Bruno Fernandes.

Nove dias depois, abriu a contagem da goleada por 6 a 0 contra o Tranmere Rovers na Copa da Inglaterra, marcando seu primeiro gol pelo United. O seu primeiro tento na Premier League viria na vitória fora de casa contra o Chelsea por 2 a 0, no dia 17 de fevereiro.
Devido à suspensão do futebol por causa da pandemia de COVID-19, o United viria a enfrentar o Norwich nas quartas de final da Copa da Inglaterra no dia 27 de junho. O zagueiro fez o gol da vitória na prorrogação. O clube findaria a liga inglesa de 2019–20 na terceira colocação, com Maguire jogando todos os minutos dos 38 jogos, feito acontecido no clube pela última vez em 1995.
Em 17 de outubro de 2020, Maguire marcaria o gol de empate aos 23 minutos de jogo contra o Newcastle, sendo fundamental para a goleada fora de casa por 4 a 1. Ainda faria um gol no dia 27 de janeiro de 2021, na derrota em casa por 2 a 1 para o Sheffield United, partida cujos erros de arbitragens ficaram marcados e bastante discutidos pelo lado derrotado.

## Seleção Nacional
Foi convocado para a Seleção Inglesa Sub-21 pela primeira vez em novembro de 2012, sendo chamado para um amistoso contra a Irlanda do Norte. Danny Wilson afirmou: "Ele tem uma maturidade fantástica para sua idade, ele leva tudo a seu tempo e não se afoba. Eu não esperava isso ao convocá-lo." Estreou pela equipe Sub-21 aos 15 minutos do segundo tempo, no lugar do jogador do Liverpool Andre Wisdom, na vitória por 2 a 0 sobre a Irlanda do Norte em Bloomfield Road.
No dia 24 de agosto 2017, o técnico da Seleção Inglesa principal, Gareth Southgate, convocou Maguire para as partidas contra Malta e Eslováquia, válidas pelas Eliminatórias da Copa do Mundo FIFA de 2018. O zagueiro entrou em campo e atuou na vitória por 1 a 0 sobre a Lituânia.
Em maio de 2018, Maguire foi um dos 23 convocados por Southgate para representar a Inglaterra na Copa do Mundo FIFA de 2018. O zagueiro marcou seu primeiro gol pelo English Team no dia 7 de julho, abrindo o placar na vitória por 2 a 0 contra a Suécia, pelas quartas de final do Mundial realizado na Rússia.

## Vida pessoal
Maguire foi detido em agosto de 2020, na ilha grega de Mykonos, na sequência de desacatos com um grupo de turistas, à porta de um bar. Foi condenado a 21 meses e 10 dias de prisão com pena suspensa de três anos, por agressão e tentativa de suborno.

## Títulos
Hull City
- EFL Championship play-offs: 2016

Manchester United
- Copa da Liga Inglesa: 2022–23
- Copa da Inglaterra: 2023–24

### Prêmios Individuais
- PFA Team of the Year: League One 2011–12, League One 2012–13 e League One 2013–14
- Football League One Team of the Season: 2013–14
- Football League Young Player of the Month: August 2011
- Sheffield United Player of the Year: 2011–12, 2012–13, 2013–14
- Sheffield United Young Player of the Year: 2011–12
- Hull City Fans' Player of the Year: 2016–17
- Hull City Players' Player of the Year: 2016–17
- Leicester City Player of the Season: 2017–18
- Leicester City Players' Player of the Season: 2017–18
- Equipe ideal da Liga Europa: 2020–21
- Equipe Ideal da Eurocopa: 2020 [25]
- Jogador do Mês da Premier League: Novembro de 2023[26]